# Verwaltungsgemeinschaft Oberes Geratal
De Verwaltungsgemeinschaft Oberes Geratal is een gemeentelijk samenwerkingsverband van zeven gemeenten in het landkreis Ilm-Kreis in de Duitse deelstaat Thüringen. Het bestuurscentrum bevindt zich in Gräfenroda.

## Deelnemende gemeenten
De volgende gemeenten maken deel uit van de Verwaltungsgemeinschaft:
- Frankenhain
- Gehlberg
- Geschwenda
- Gossel
- Gräfenroda
- Liebenstein
- Plaue (stad)

Alkersleben · Amt Wachsenburg · Angelroda · Arnstadt · Bösleben-Wüllersleben · Dornheim · Elgersburg · Elleben · Elxleben · Geratal · Großbreitenbach · Ilmenau · Martinroda · Osthausen-Wülfershausen · Plaue · Stadtilm · Witzleben